# Sungai Bertam
Sungai Bertam is een bestuurslaag in het regentschap Muaro Jambi van de provincie Jambi, Indonesië. Sungai Bertam telt 3200 inwoners (volkstelling 2010).